# Libido (película)
Libido es una película giallo italiana de 1965 escrita y dirigida por Ernesto Gastaldi y Vittorio Salerno. Está basada en una historia de la esposa de Gastaldi, Mara Maryl. Está protagonizada por Giancarlo Giannini, Luciano Pigozzi, Mara Maryl y Dominique Boschero.

## Argumento
Cuando era un niño, Christian sufrió una traumática experiencia que marcó su psique para siempre: Su padre, un pervertido sexual, llenó su habitación de espejos en las paredes y cadenas en la cama. Una noche, Christian presenció como su padre, fuera de control, asesinaba a su amante encadenada a la cama. Luego el padre se suicida saltando del acantilado.
Años más tarde, Christian, ahora adulto, regresa para heredar la casa familiar con su prometida Helene, su abogado Paul y la esposa de Paul, Brigitte. Christian teme que su padre aún esté vivo y que pueda heredar su locura junto con su casa. La habitación de los espejos continúa atormentando a Christian en la edad adulta, reflejando y amplificando sus propias obsesiones sexuales . Ocurren sucesos extraños que llevan a Christian a creer que su padre todavía puede estar viviendo en la casa.

## Reparto
- Giancarlo Giannini como Christian Coreau.
- Mara Maryl como Brigitte Benoit.
- Dominique Boschero como Helene Coreau.
- Luciano Pigozzi (como Alan Collins) como Paul Benoit.

## Producción
Según Gastaldi, Libido se filmó en sólo 18 días gracias a una apuesta. Basó el guion en una idea de historia concebida por su esposa Mara Maryl, quien también tuvo un papel coprotagonista en la película. Gastaldi reutilizó algunas imágenes de esta película en su posterior película de terror de 1982 Notturno con grida.
La trama de la película está inspirada tanto en Las diabólicas como en Pit and the Pendulum de Roger Corman, según el crítico Adrian Luther Smith, quien continuó: «A pesar de las inevitables limitaciones del presupuesto, "Libido" luce refrescantemente nítida debido a la impresionante fotografía en blanco y negro (de Romolo Garroni) y algunas excelentes ubicaciones».